# Figueiredo-Bericht
Der Figueiredo-Bericht (Relatório Figueiredo) ist eine umfassende Dokumentation von Verbrechen gegen indigene Völker in Brasilien, die Ende der 1960er Jahre vom brasilianischen Staatsanwalt Jader de Figueiredo Correia erstellt wurde. Der Bericht wurde im Auftrag des Innenministers Albuquerque Lima angefertigt.
Der Bericht ist auch heute von großer Bedeutung, da Indigene in Brasilien immer noch unter anhaltenden Menschenrechtsverletzungen und der Missachtung ihrer Rechte leiden.

## Inhalt
Der Bericht enthält Berichte von über 130 Stationen des damaligen „Serviço de Proteção ao Índio“ (SPI; deutsch: Dienst zum Schutz der Indios), die systematische Folterungen, Versklavungen und Vergiftungen von Indigenen durch Farmer und Angestellte der Behörde aufzeigen. Der Bericht umfasst über 7.000 Seiten und dokumentiert den systematischen Genozid an indigenen Völkern, der sich in Brasilien über Jahrzehnte hinweg ereignet hat.
Der Bericht zeigt, dass der SPI indigene Völker versklavt, Kinder gefoltert und Land gestohlen hat. Die Wahrheitskommission war der Meinung, dass ganze Stämme im Bundesstaat Maranhão vollständig ausgelöscht wurden und im Bundesstaat Mato Grosso ein Angriff auf dreißig Cinturão Largo / Cinta Larga nur zwei Überlebende zurückließ (das „Massaker am 11. Breitengrad“). Der Bericht besagt auch, dass Landbesitzer und Mitglieder der SPI in isolierte Dörfer eingedrungen sind und absichtlich Pocken eingeführt haben.

## Geschichte und Folgen
Als der Bericht 1968 bekannt wurde, erregte er weltweit Aufsehen. Der SPI wurde aufgelöst und durch die Fundação Nacional do Índio (FUNAI) ersetzt, das staatliche brasilianische Organ für die Angelegenheiten der indigenen Bevölkerung Brasiliens.
Allerdings verschwand der Bericht bald darauf, und man glaubte, er sei bei einem Brand vernichtet worden. Erst 2012 entdeckte der Menschenrechtler Marcelo Zelic im Museu do Índio in Rio de Janeiro beim Durchforsten von Akten den Bericht wieder.
Die wiederentdeckten Dokumente wurden von der Brasilianischen Wahrheitskommission untersucht, die mit der Untersuchung von Menschenrechtsverletzungen in den Jahren 1947 bis 1988 beauftragt war.
Von den im Bericht beschuldigten 134 Personen hat der Staat bisher niemanden angeklagt.